# 富来田町
富来田町（ふくたまち）とは、千葉県君津郡にかつて存在した町である。現在の木更津市の東部に位置している。
一時的に存在した合成地名のため現在の地名としては存在しないが、木更津市富来田地区、木更津市立富来田中学校、木更津市農業協同組合富来田支店、富来田郵便局等にその名をとどめる。

## 沿革
- 1955年（昭和30年）3月31日 - 馬来田村と富岡村の南部（田川、佐野、下郡、根岸、上根岸）と合併して富来田町を新設。
- 1971年（昭和46年）9月30日 - 木更津市に編入。同日富来田町廃止。

## 交通

### 鉄道
- 国鉄（現JR東日本）
  - 久留里線：馬来田駅

町域の地名を名乗る下郡駅が存在するが、所在地は君津市（旧君津郡小櫃村）であった。

### 道路
- 久留里街道（本町廃止後、1982年4月1日から久留里馬来田バイパスの開通まで国道410号に指定されていた）